# Елгин (Тексас)
Елгин (енгл. Elgin) град је у америчкој савезној држави Тексас. По попису становништва из 2010. у њему је живело 8.135 становника.

## Демографија
Према попису становништва из 2010. у граду је живело 8.135 становника, што је 2.435 (42,7%) становника више него 2000. године.
| Група             | 2000.         | 2010.         |
| Белци             | 2.153 (37,8%) | 2.869 (35,3%) |
| Афроамериканци    | 857 (15,0%)   | 1.407 (17,3%) |
| Азијати           | 30 (0,5%)     | 40 (0,5%)     |
| Хиспаноамериканци | 2.635 (46,2%) | 3.715 (45,7%) |
| Укупно            | 5.700         | 8.135         |